# کاوازاکی ۵۰۰ ماخ-۳
کاوازاکی ۵۰۰ ماخ-۳ (به انگلیسی: Kawasaki 500 Mach-III) یک موتورسیکلت ژاپنی دوزمانه با انجین ۴۹۸ سی‌سی موتور سه‌سیلندر خطی، گیربکس پنج سرعته دستی، قدرت ۶۰ اسب بخار و حداکثر سرعت ۱۸۰ کیلومتر بر ساعت که بین سال‌های ۱۹۶۹ تا ۱۹۷۵ توسط کمپانی کاوازاکی تولید می‌شد.